# Iglesia Anglicana de San Jorge
La Iglesia Anglicana de San Jorge (en inglés: St. George's Anglican Church) es una iglesia anglicana en Basseterre, la capital de la nación caribeña de San Cristóbal y Nieves (Saint Kitts and Nevis).
En 1670 los jesuitas franceses construyeron una iglesia dedicada a la Virgen; en 1706, sin embargo, Notre Dame fue reducida a cenizas por los soldados ingleses acantonados allí. Fue reconstruida y rebautizada oficialmente en 1710 como St. George,  fue tomada por el culto anglicano en la década de 1720. Fue dañada otra vez en 1763, pero una vez más fue restaurada. El terremoto de 1842, seguido por el huracán de 1843, la redujo a un estado tan ruinoso que un edificio completamente nuevo fue planeado.
La nueva iglesia se iba a construir al este de la antigua, y la primera piedra fue colocada el 22 de octubre de 1844. La Iglesia no se levantó por encima de sus cimientos; durante doce años más, la congregación continuó sus reuniones en las ruinas de la antigua iglesia. En 1856 se inició la actual Iglesia, y fue consagrada el 25 de marzo de 1859. Siete años después,  fue destruida en el Gran Incendio de 1867; y fue retechada, y restaurada en 1869. Un órgano de tubos se instaló en 1872 por la firma Wakefield.
En una serie de huracanes desde 1989, la iglesia fue nuevamente dañada, pero los trabajos de restauración, volvieron al edificio a su estado previo.